# شقران إفريقي جنوبي
شقران أفريقي جنوبي (الاسم العلمي:Puccinia austroafricana) هو نوع من الفطريات يتبع جنس الشقران من الفصيلة الشقرانية.